# جبريل روبن
جبريل روبن (بالفرنسية: Gabriel Robin)‏ هو رسام فرنسي، ولد في 28 مايو 1902 في نانت في فرنسا، وتوفي في 28 يوليو 1970 في أولنيه سو بوا في فرنسا.